# Atu Tulu
Atu Tulu is een bestuurslaag in het regentschap Aceh Tengah van de provincie Atjeh, Indonesië. Atu Tulu telt 395 inwoners (volkstelling 2010).